# MC Hawking
MC Hawking är en parodi och en hyllning till gangstarap och till den store fysikern Stephen Hawking. MC Hawking rappar om allt från kreationism och termodynamik till Schrödingers katt. Denna typ av hiphop kallas nerdcore och MC Hawking jämförs ofta med andra artister i genren som MC Frontalot, Optimus Rhyme och Deltron.
MC Hawing blev berömd i början av 2000-talet tack vare att hans första låtar distribuerades via Internet och flera populära P2P-program som Napster, eMule och Morpheus. Låtarna blev så populära att MC Hawking fick ett skivkontrakt med Brash Music som släppte ett "greatest hits"-album.

## Bakgrund
MC Hawking, hans fiktiva verk och hela personlighet skapades av den amerikanska webdesignern Ken Leavitt-Lawrence. Den officiella MC Hawking-sidan på internet (skapad och uppdaterad av Leavitt-Lawrence) skall likna en personlig fan-sida om MC Hawking.
Från mchawking.com: "While there are dozens of other sites on the web devoted to Stephen Hawking's scientific achievements, I am unaware of a single site (aside from this one) devoted to his career as a lyrical terrorist." ("Det finns massor a sidor på internet som berättar om fysikern Steven Hawking, men jag har inte hittat någon (förutom denna) som behandlar hans karriär som snabbkäftad rim-terrorist.")
MC Hawkings texter är en blandning av gangstarap-ämnen (som horor, vapen och bling-bling), vetenskapsämnen och Steven Hawking-citat (som exempelvis "When I hear of Schrödinger's cat, I reach for my gun."))
Stephen Hawking har sagt att han är "flattered, as it's a modern day equivalent to Spitting Image" ("smickrad, då det är en modern motsvarighet till Spitting Image (klassisk dockparodi som BBC producerat)"). 
Musiken till MC Hawkings låtar är producerad av DJ Doomsday. De flesta beats är samplade, gamla, klassiska hiphop-låtar eller beats tagna från stora, royaltyfria musikbibliotek.
Han är också involverad i ett hårdrocksband, Dark Matter - En tydlig parodi på Ice Ts Body Count - med vilka han har framfört exempelvis "Why Won't Jesse Helms Just Hurry Up and Die", "UFT for the MC" (en parodi på Sex Pistols låt "Anarchy in the U.K.") och "The Big Bizang". Han har också ställt upp ett fåtal gånger i Song Fight!. 
Hans "greatest hits"-album (det enda album som faktiskt producerats) titulerat A Brief History of Rhyme: MC Hawking's Greatest Hits är en parodi på Hawkings bok A Brief History of Time. Det innehöll många låtar som fanns tillgängliga via den officiella hemsidan (som togs bort för att öka köppotentialen) samt lite nytt material (4 nya låtar och 3 delar ur en radiointervju).
Många av texterna är väldigt satiriska och visar dessutom på en förvånansvärt stor förståelse för vetenskapliga teorier och tänkande. Dessutom rimmar de väldigt bra, eller vad sägs om:
- "Wikipedia calls me a fictional rapper. See how fictional I feel with my foot up your crapper. I'll shoot you in the face, leave you bleeding in the grass. You heard me right, I'm going Cheney on your ass." - från "Rock Out With Your Hawk Out"
- "I explode like a bomb. No one is spared. My power is my mass times the speed of light squared." - från "E=MC Hawking"
- "Hoes on my tip, 15 bullets in my clip, my hand rests heavy on my pistol grip." - From "E=MC Hawking"
- "They the creationists want to have their bullshit taught in public class. Stephen Jay Gould should put his foot right up their ass." - Från "Fuck the Creationists"
- "Look I ain't Thomas Dolby, science doesn't blind me. Think you're smart? Form a line behind me." - Från "What We Need More of is Science"
- "You ever drop an egg and on the floor you see it break? You go and get a mop so you can clean up your mistake. But did you ever stop to ponder why we know it's true, if you drop a broken egg you will not get an egg that's new?" - Från "Entropy"
- "Creationists always try to use the second law of thermodynamics to disprove evolution, but their theory has a flaw: the Second law is quite precise about where it applies, only in a closed system must the entropy count rise. The Earth's not a closed system, it's powered by the sun. So fuck the damn creationists! Doomsday, get my gun." - Från "Entropy"
- "Oh yeah, that's right! Grand Theft Auto 3. It's about time somebody made a video game based on my life." - Från "GTA3"

## Diskografi
- A Brief History of Rhyme: MC Hawking's Greatest Hits
  1. The Hawkman Cometh
  2. The Dozens
  3. Big Bizang
  4. Excerpt From A Radio Interview (Pt. 1)
  5. Entropy
  6. The Mighty Stephen Hawking
  7. Crazy As Fuck
  8. Bitchslap
  9. Excerpt From A Radio Interview (Pt. 2)
  10. Fuck The Creationists
  11. E=MC Hawking
  12. All My Shootings Be Drivebys
  13. UFT For The MC
  14. Excerpt From A Radio Interview (Pt. 3)
  15. What We Need More Of Is Science
  16. GTA3

- Låtar som enbart släppts som MP3-filer
  - "Led Zepplin Medley" (Ej längre officiellt tillgänglig)
  - "QuakeMaster"
  - "Why Won't Jesse Helms Just Hurry Up and Die?"
  - "Rock Out With Your Hawk Out" (finns med på Rhyme Torrents Vol.1 )

## Fiktiv diskografi
Självklart har MC Hawking producerat en hel del material. Ingen av de följande skivorna har faktiskt producerats och inga låtar, förutom de som nämns ovan, finns.
- The Hawkman Cometh EP (1992)
  1. The Hawkman Cometh
  2. Big Biz-ang
  3. The Dozens
- Fear Of A Black Hole (1994)
  1. Crazy as Fuck
  2. The Mighty Stephen Hawking
  3. Nanomachine
  4. Black Holes
  5. Faster Than Light
  6. Why Won't Jesse Helms Just Hurry Up and Die?
  7. Big Biz-ang (Remix)
  8. Doomsday Device
  9. Cut It Up
  10. Bitch Slap
  11. Entropy
  12. Fucking Shit Up Old-school
  13. F.Y.M.
  14. Bring the Noize
- E = MC Hawking (1997)
  1. A Brief Dissertation on Gravitational Entropy, Quantum Cosmology and the Anthropic Principle.
  2. Fuck the Creationists
  3. Event Horizon
  4. All My Shootin's Be Drive-bys
  5. Space Time
  6. Wrong Again Albert
  7. What We Need More Of Is Science
  8. Bitch Slap
  9. F.Y.M.A.S.M.D.
  10. Dark Matter
  11. TKO
  12. Paradox
  13. E=MC Hawking
  14. Kick That Shit!

## Trivia
- Hawkings fiktiva andra album kallades först A Brief History of Rhyme, men när MC Hawking fick ett skivkontrakt bestämde han att A Brief History of Rhyme skulle vara namnet på den verkliga skivan istället och då döptes den fiktiva skivan om till Fear Of A Black Hole.
- Det program som används för att göra MC Hawkings röst är samma program som Steven Hawking en gång använt, WillowTalk. Det är nu så gammalt att det inte längre går att få tag på.
- Låten "GTA3" (om tevelspelet Grand Theft Auto 3) spelades ursprungligen in för att vara med på en demo-skiva som skickades med PC Gamer.
- Den fiktiva låten "Wrong Again Albert" är ett referat av när Steven Hawking gjorde ett gästspel på Star Trek:The Next Generation. I början av avsnittet "Descent" spelar Data poker med holografiska projektioner av Hawking, Isaac Newton, och Albert Einstein. Einstein hävdar att Hawking bluffar, vilket får till följd att Hawking utbrister "Wrong again, Albert" och visar sin vinnande hand.